# Władysław Kozaczuk
Władysław Kozaczuk (* 23. Dezember 1923 in Babiki; † 26. September 2003 in Warschau) war Oberst (poln. pułkownik) der polnischen Landstreitkräfte sowie Militär- und Kryptologie-Historiker.

## Leben
Władysław wurde in der kleinen polnischen Ortschaft Babiki bei Szudziałowo, etwa 20 km nordöstlich Białystok, geboren, heute im Nordosten Polens in der Woiwodschaft Podlachien gelegen. Im Jahr 1944, noch während des Zweiten Weltkriegs, trat er der polnischen Armee bei und wurde 1945 zum Leutnant (poln. podporucznik) befördert. Auch nach Ende des Weltkriegs blieb er beim Militär und kämpfte unter anderem gegen die Ukrainische Aufständische Armee. Im Jahr 1950 wurde er zum KBW (poln. Korpus Bezpieczeństwa Wewnętrznego), dem inneren Sicherheitsdienst, nach Warschau abkommandiert.
In den Jahren 1954 und 1955, nach dem Koreakrieg, diente er im Rahmen der Friedensmission in Korea, bevor er von 1955 bis 1958 im polnischen Innenministerium Dienst tat, in den letzten beiden Jahren auch im Rahmen der International Control Commission in Vietnam. Ab 1958 bis 1969 arbeitete er für die polnische Militärpolizei WSW (poln. Wojskowa Służba Wewnętrzna). Zu seinen Aufgaben gehörten dabei auch Gegenspionage und Spionageabwehr.
Kozaczuk studierte Philologie (Abschluss 1956) und promovierte 1978 in Geschichte an der Felix-Dserschinski-Militärakademie (poln. Wojskowa Akademia Polityczna im. Feliksa Dzierżyńskiego) in Warschau.
In seinem 1967 in polnischer Sprache veröffentlichten Buch Bitwa o tajemnice (deutsch Kampf um Geheimnisse) enthüllte Kozaczuk als der weltweit Erste, noch vor den 1973 beziehungsweise 1974 erschienenen Büchern Enigma ou la plus grande énigme de la guerre 1939–1945 (deutsch Enigma oder das größte Rätsel des Krieges 1939–1945) von Gustave Bertrand und The Ultra Secret (deutsch Das Ultra-Geheimnis) von Frederick William Winterbotham, den erfolgreichen Bruch der deutschen Rotor-Schlüsselmaschine Enigma durch die Alliierten (siehe auch: Treffen von Pyry). Seine Veröffentlichung wurde damals allerdings international kaum zur Kenntnis genommen. Erst nach den Veröffentlichungen von Bertrand und Winterbotham und seinem dann in englischer Sprache veröffentlichten weiteren Buch zum Thema mit dem Titel Enigma: How the German Machine Cipher Was Broken and How It Was Read by the Allies in World War Two, genoss Kozaczuk internationale Aufmerksamkeit.
Władysław Kozaczuk wurde mit dem Orden Polonia Restituta geehrt. Er starb, nach seiner Ehefrau, kurz vor seinem 80. Geburtstag und hinterließ eine Tochter und eine Stieftochter.

## Schriften (Auswahl)
- Enigma: How the German Machine Cipher Was Broken and How It Was Read by the Allies in World War Two. Praeger, 1984, ISBN 0-313-27007-4.
- Im Banne der Enigma. Militärverlag, Berlin 1987, ISBN 3-327-00423-4.
- Geheimoperation Wicher. Bernard u. Graefe, Koblenz 1989, Karl Müller, Erlangen 1999, ISBN 3-7637-5868-2, ISBN 3-86070-803-1.
- mit Jerzy Straszak: Enigma – How the Poles Broke the Nazi Code. Hippocrene Books, 2004, ISBN 0-7818-0941-X.